# Sisyphus

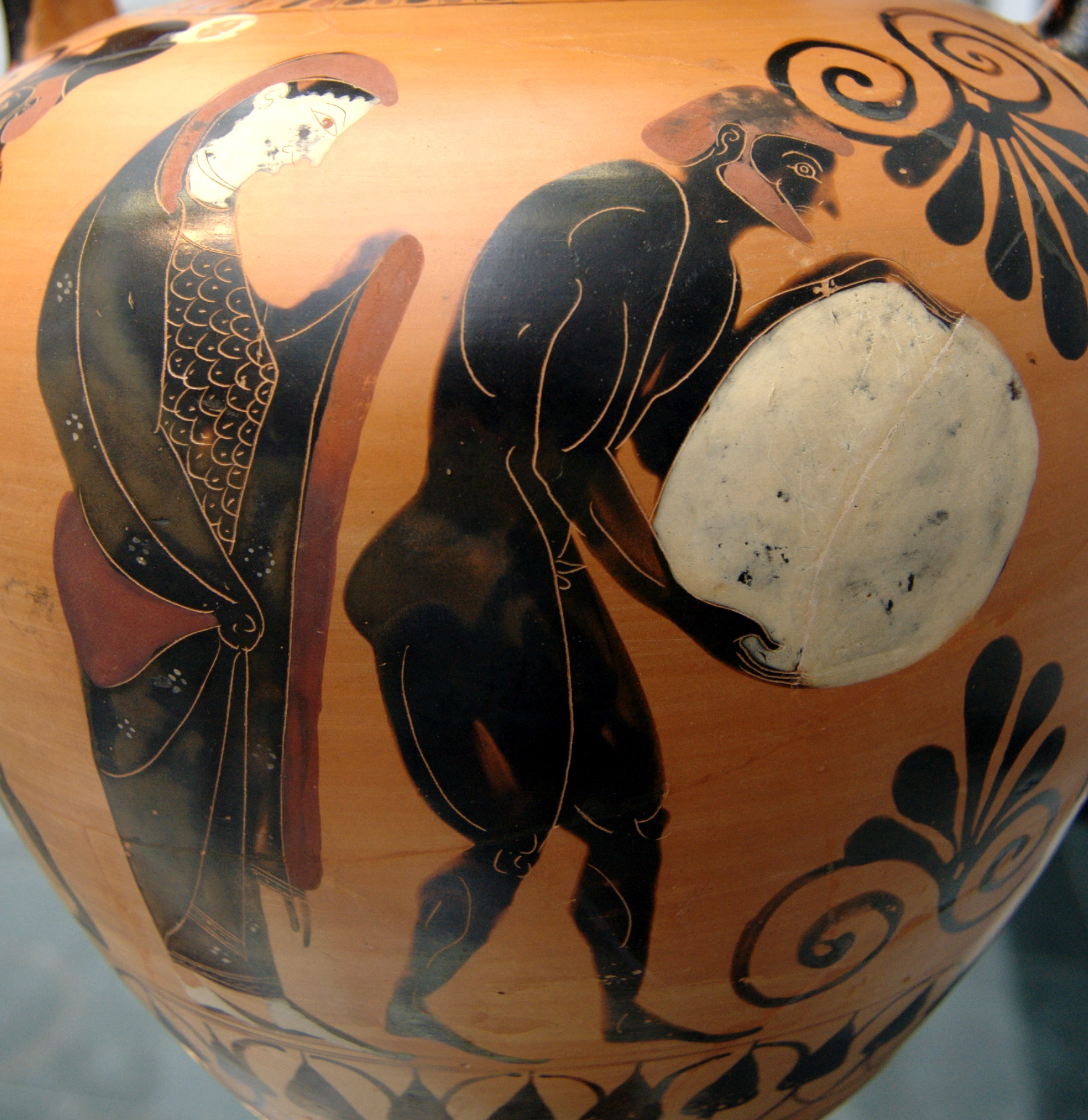
Persephone giám sát Sisyphus trong Underworld, hình vẽ trên bình amphora màu đen Attica, k. 530 TCN, Staatliche Antikensammlungen

Trong thần thoại Hy Lạp, Sisyphus hoặc Sisyphos (/ˈsɪsɪfəs/; Hy Lạp cổ đại: Σίσυφος Sísyphos) là vị vua của Ephyra (nay là Corinth). Ông đã bị trừng phạt vì sự xảo quyệt và gian dối của bản thân bằng cách buộc phải lăn một tảng đá khổng lồ lên đồi. Tảng đá này sẽ tự lăn xuống mỗi khi nó gần đến đỉnh, bắt Sisyphus phải lặp lại việc lăn đá cho đến muôn đời. Qua ảnh hưởng cổ điển về văn hóa hiện đại, công việc mà vừa mất thời gian vừa vô ích do đó được mô tả như sisyphean (/sɪsɪˈfiːən/) trong văn hóa phương Tây.

## Từ nguyên
Giáo sư ngôn ngữ học RSP Beekes đã gợi ý về nguồn gốc tiền Hy Lạp và mối liên hệ với gốc của từ sophos (σοφός, "khôn ngoan"). Nhà thần thoại học người Đức Otto Gruppe cho rằng cái tên bắt nguồn từ sisys (σίσυς, "da dê"), liên quan đến một loại bùa cầu mưa bằng da dê.

## Gia đình
Sisyphus là con trai của vua Aeolus xứ Thessaly và Enarete. Ông là anh/em trai của Athamas, Salmoneus, Cretheus, Perieres, Deioneus, Magnes, Calyce, Canace, Alcyone, Pisidice và Perimede.
Ông kết hôn với Pleiad Merope và họ có với con vài người con gồm Glaucus, Ornytion, Thersander, Almus và Porphyrion. Sisyphus còn là ông nội của Bellerophon (do Bellerophon là con của Glaucus), và Minyas, người sáng lập nên xứ Orchomenus (do Minyas là con của Almus). Dị bản khác lại cho rằng Minyas là con trai của Sisyphus.
Trong các dị bản khác của thần thoại, Sisyphus là người cha thật sự của anh hùng Odysseus (người được cho là con của ông với Anticleia) chứ không phải là Laërtes.